# Gonzalezia gloriosa
Gonzalezia gloriosa är en stekelart som beskrevs av De Santis 1964. Gonzalezia gloriosa ingår i släktet Gonzalezia och familjen sköldlussteklar. Inga underarter finns listade i Catalogue of Life.